# Xenarcturus spinulosus
Xenarcturus spinulosus is een pissebed uit de familie Xenarcturidae. De wetenschappelijke naam van de soort is voor het eerst geldig gepubliceerd in 1957 door Sheppard.